# Arete Verlag
Der Arete Verlag ist ein deutscher Buchverlag aus Hildesheim.

## Geschichte
Der Arete Verlag wurde 2009 vom Geschichts- und Sportwissenschaftler Christian Becker im niedersächsischen Hildesheim gegründet. Zu den ersten Projekten des Verlags zählte die Veröffentlichung des Tagungsbandes Politik und Sport sowie der Katalog Ästhetik und Politik – Deutsche Sportfotografie im Kalten Krieg zur gleichnamigen Ausstellung. Jene Ausstellung im Berliner Reichstag musste jedoch nach nur einem Tag abgebrochen werden, da in dieser Zeit das Regierungsviertel wegen Terrorwarnungen für die Öffentlichkeit gesperrt wurde.
Im Jahr 2012 brachte der Hildesheimer Verlag die deutschsprachige Ausgabe des englischen Erfolgsbuches Believe in the Sign auf den Markt. Dieses Fußballbuch von Mark Hodkinson wurde von The Times und The Guardian zu einem der Sportbücher des Jahres ernannt. Im Oktober 2014 erschien im Arete Verlag die Biografie des ersten deutschen Zehnkampf-Olympiasiegers Willi Holdorf unter dem Titel Da steht die Welt still. Ende 2016 legte Hans-Peter Hock bei Arete ein Buch zum Dresden English Football Club und den Anfängen des europäischen Fußballs vor. Darin kommt er zu der begründeten Annahme, dass das erste deutsche Fußballspiel nach den heute noch gültigen Regeln am Johanneum in Lüneburg ausgetragen wurde – nicht in Braunschweig oder Dresden. Mit dem 2017 erschienenen Titel Fußballheimat Franken von Matthias Hunger entstand in der Folge die Fußballheimat-Reihe, die erste Buchreihe des Verlags.
Der Arete Verlag ist Mitglied im Börsenverein des Deutschen Buchhandels.

## Verlagsprogramm

### Geschichte, Kultur, Sport allgemein
Im Arete Verlag erscheinen hauptsächlich Bücher zu den Bereichen Sport, Geschichte und Kultur. Einige Titel verbinden diese Bereiche miteinander, so etwa das 2017 erschienene Buch Radweg Berlin-Hameln – Eine Landschaftserkundung und Kulturreise oder auch die Biografie Luz Long – Eine Sportlerkarriere im Dritten Reich.

### Fußball
Insbesondere im Fußballbuchgenre hat sich der Hildesheimer Verlag inzwischen einen Namen gemacht, mit Büchern wie Abseits der Kreisklasse von Matthias Hunger, Klaus-Hendrik Mesters Vom Stadion zur Arena, Christian Wolters Arbeiterfußball in Berlin und Brandenburg oder Believe in the Sign. 2024 erschien die Biografie "Immer nur rot-weiß gedacht" vom NDR-Journalisten Albrecht Breitschuh über den Fußball-Weltmeister Klaus Augenthaler. Zu den neueren Veröffentlichungen zählen auch die von Werner Raupp verfasste Biographie über Toni Turek und über den Fußballtrainer Lucien Favre von Michael Jahn (beide erschienen 2019).

### Fußballheimat-Reihe
Seit 2017 gibt der Verlag die Fußballheimat-Reihe heraus. Erstausgabe war Matthias Hungers Fußballheimat Franken. Mit der Reihe sollen "100 Orte der Erinnerung" als Fußballreiseführer, Bildband, Anekdotensammlung und Nachschlagewerk festgehalten werden.
| Titel                                  | Jahr | Autor(en)                                         |
| -------------------------------------- | ---- | ------------------------------------------------- |
| Fußballheimat Franken                  | 2017 | Matthias Hunger                                   |
| Fußballheimat München und Südbayern    | 2018 | Michael Lenhard                                   |
| Fußballheimat Württemberg              | 2019 | Bernd Sautter                                     |
| Fußballheimat Pfalz                    | 2019 | Hans Walter/Matthias Gehring                      |
| Fußballheimat Schleswig-Holstein       | 2020 | Alexander Schäfer                                 |
| Fußballheimat Niedersachsen und Bremen | 2020 | Hardy Grüne                                       |
| Fußballheimat Mecklenburg-Vorpommern   | 2020 | Marco Bertram                                     |
| Fußballheimat Hamburg                  | 2020 | Broder-Jürgen Trede/Ralf Klee                     |
| Fußballheimat Brandenburg              | 2020 | Marco Bertram                                     |
| Fußballheimat Thüringen                | 2021 | Danny Neidel                                      |
| Fußballheimat Hessen                   | 2021 | Jonas Schulte                                     |
| Fußballheimat Saarland                 | 2022 | Carsten Gier                                      |
| Fußballheimat Rheinland                | 2022 | Holger Hoeck                                      |
| Fußballheimat Sachsen-Anhalt           | 2023 | Michael Bendix/Peer Pawelczyk                     |
| Fußballheimat Ruhrgebiet               | 2023 | Uwe Wick                                          |
| Fußballheimat Berlin                   | 2024 | Peter Czoch/Daniel Küchenmeister/Thomas Schneider |

## Autoren
Zu den Autoren des Arete Verlags zählen bzw. zählten beispielsweise Marco Bertram, Wolfgang Buss, Wolfgang Decker, Gerd Dembowski, Jonas Gabler,  Hardy Grüne, Matthias Hunger, Michael Krüger, Detlef Kuhlmann, Gunter A. Pilz, Bernd Wedemeyer-Kolwe, Werner Raupp, Christian Wolter, Mika Rissanen sowie der Fußballtrainer Ewald Lienen.